# 9K111 Fagot

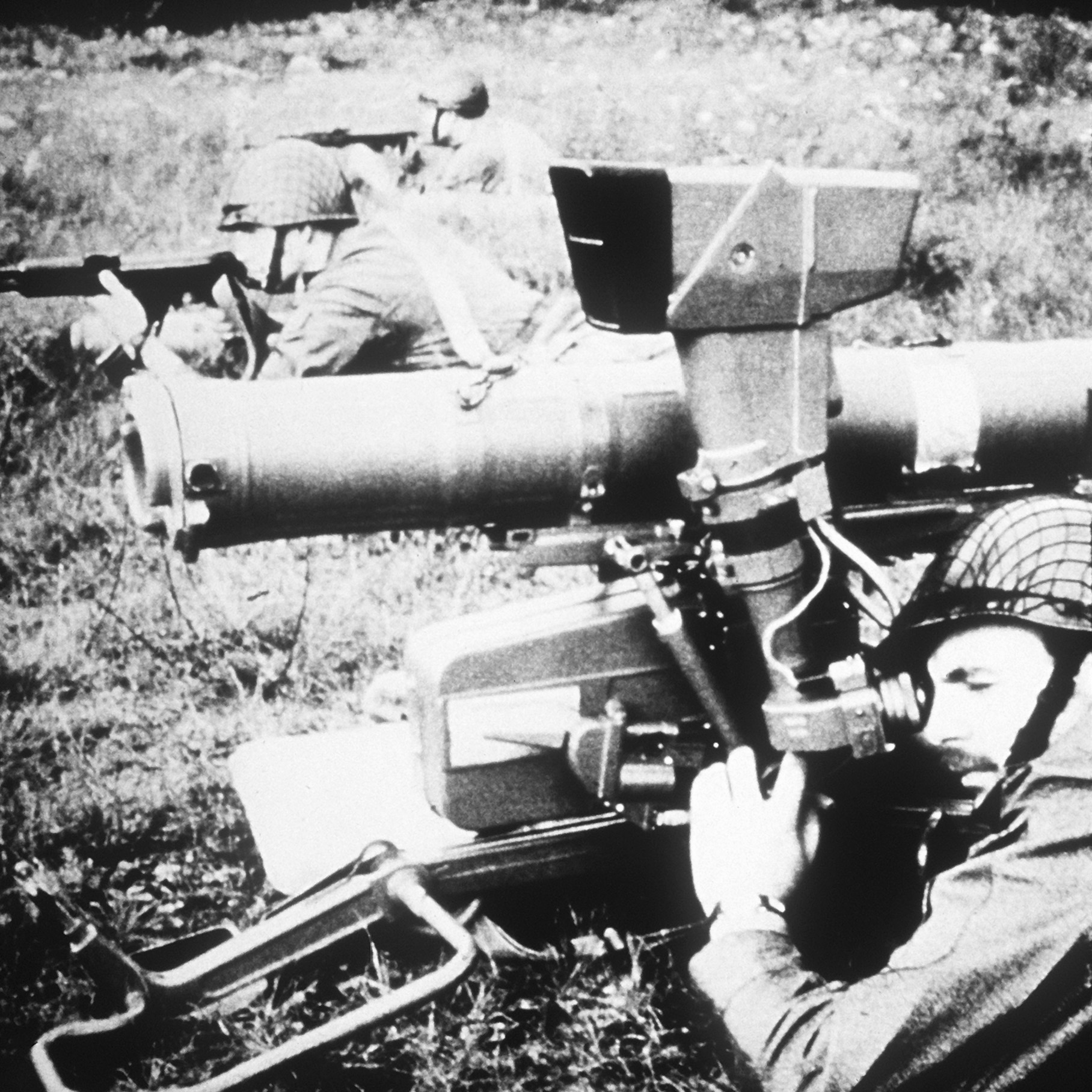
9K111 Fagot

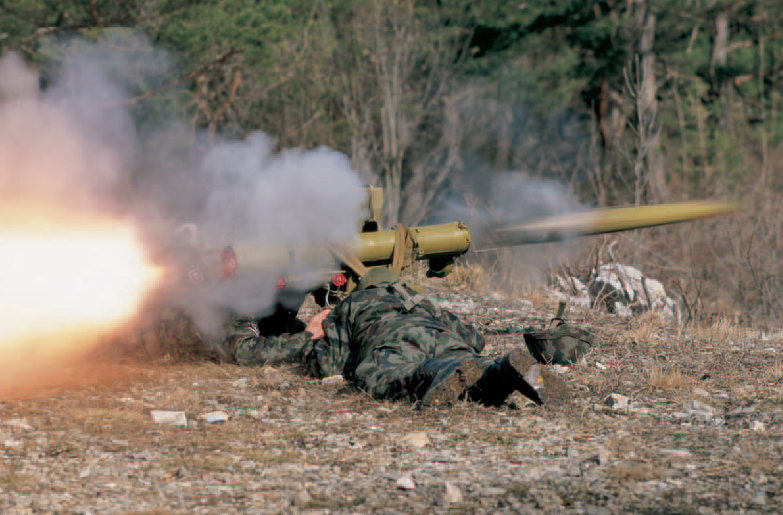
Slovinská armáda při odpalu střely Fagot

Fagot (v kódu NATO AT-4 „Spigot“) je sovětská protitanková řízená střela druhé generace s přenosem řídících povelů prostřednictvím vodiče. Sovětský index GRAU kompletu je 9K111 Fagot, střela nese označení 9M111. Jedná se o protitankový raketový komplet středního dosahu s poloautomatickým povelovým systémem dálkového navedení po záměrné cíle (tzv. SACLOS – Semi-Automatic Command to Line-of-Sight)

## Vývoj
Vývoj byl zahájen roku 1963 v Konstrukční kanceláři přesného strojírenství (Konstruktorskoje bjuro priborostrojenija - KBP) ve městě Tula pod vedením A. G. Šipunova. Největší problém představovala naváděcí soustava typu SACLOS, jejíž vývoj se opožďoval. Nakonec se ale všechny problémy podařilo překonat a komplet byl roku 1970 přijat do výzbroje.
V roce 1973 byl zaveden do výzbroje modernizovaný PTRK 9K111M Fagot-M (užívá se též označení Faktorija) s PTŘS 9M111M, která má díky vylepšenému raketovému motoru prodloužený dosah a používá účinnější kumulativní hlavici.
Kromě toho lze účinnost kompletu Fagot zvýšit dodatečnou instalací termovizoru k zaměřovací a naváděcí jednotce odpalovacího zařízení. Konstrukční novinkou bylo kromě naváděcí soustavy také umístění střely v přepravním a odpalovacím kontejneru, který ji chrání před mechanickým poškozením.

## Technická data
- Délka střely: 875 mm
- Průměr těla střely: 120 mm
- Hmotnost střely: 7,3 kg
- Délka odpalovacího zařízení: 1200 mm
- Účinný dostřel: minimální 75 m, maximální 2000 m (Fagot), 2500 m (Fagot-M)
- Typ bojové hlavice: HEAT
- Průbojnost pancéřování: více než 500 mm

## Služba
Komplet Fagot byl postupně zaveden do výzbroje všech armád Varšavské smlouvy, na rozdíl od kompletu Maljutka však nebyl exportován do dalších zemí.
Vzhledem ke své nízké hmotnosti (odpalovací zařízení váží 22,5 kg a kontejner se střelou 13 kg) je primárně používán v přenosné verzi. Obsluha je obvykle tříčlenná, kdy dva muži nesou celkem čtyři střely a třetí nese podstavec a mířidla. Rovněž může být použit jako výzbroj bojových vozidel BMP-1, BMP-2, BMD-1 nebo BMD-2